# Provincia di Mae Hong Son
La provincia di Mae Hong Son si trova in Thailandia e fa parte del gruppo regionale della Thailandia del Nord. Si estende per 12.681 km², ha 266.173 abitanti ed il capoluogo è il distretto di Mueang Mae Hong Son. La città principale è Mae Hong Son. Alla fine del XX secolo la cittadina di Pai è diventata un importante centro turistico.

## Geografia fisica
Il territorio provinciale è costituito principalmente dai bacini dei fiumi Pai e Yuam e dei loro affluenti, le cui acque finiscono tutte ad ovest nel fiume Saluen, che nella parte meridionale della provincia fa da confine tra la Thailandia e la Birmania. Lo spartiacque è la catena dei Tongchai occidentali, oltre i quali si trova la Provincia di Chiang Mai e i bacini degli affluenti di destra del fiume Ping.
La conformazione geografica si riflette sulla composizione etnica della provincia. Mentre nel resto della Thailandia del Nord la popolazione autoctona è quella dei tai yuan, nella provincia di Mae Hong Son prevalgono gli shan e i karen, etnie maggiormente rappresentate nella Birmania orientale.

## Geografia antropica

### Suddivisioni amministrative

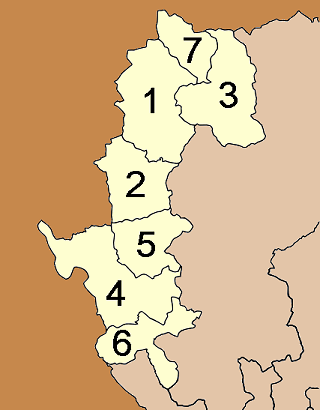
Mappa degli Amphoe

La provincia è suddivisa in 7 distretti (amphoe). Questi a loro volta sono suddivisi in 47 sottodistretti (tambon) e 402 villaggi (muban).
| 1. Mae Hong Son 2. Khun Yuam 3. Pai 4. Mae Sariang | 1. Mae La Noi 2. Sop Moei 3. Pangmapha |

## Galleria d'immagini

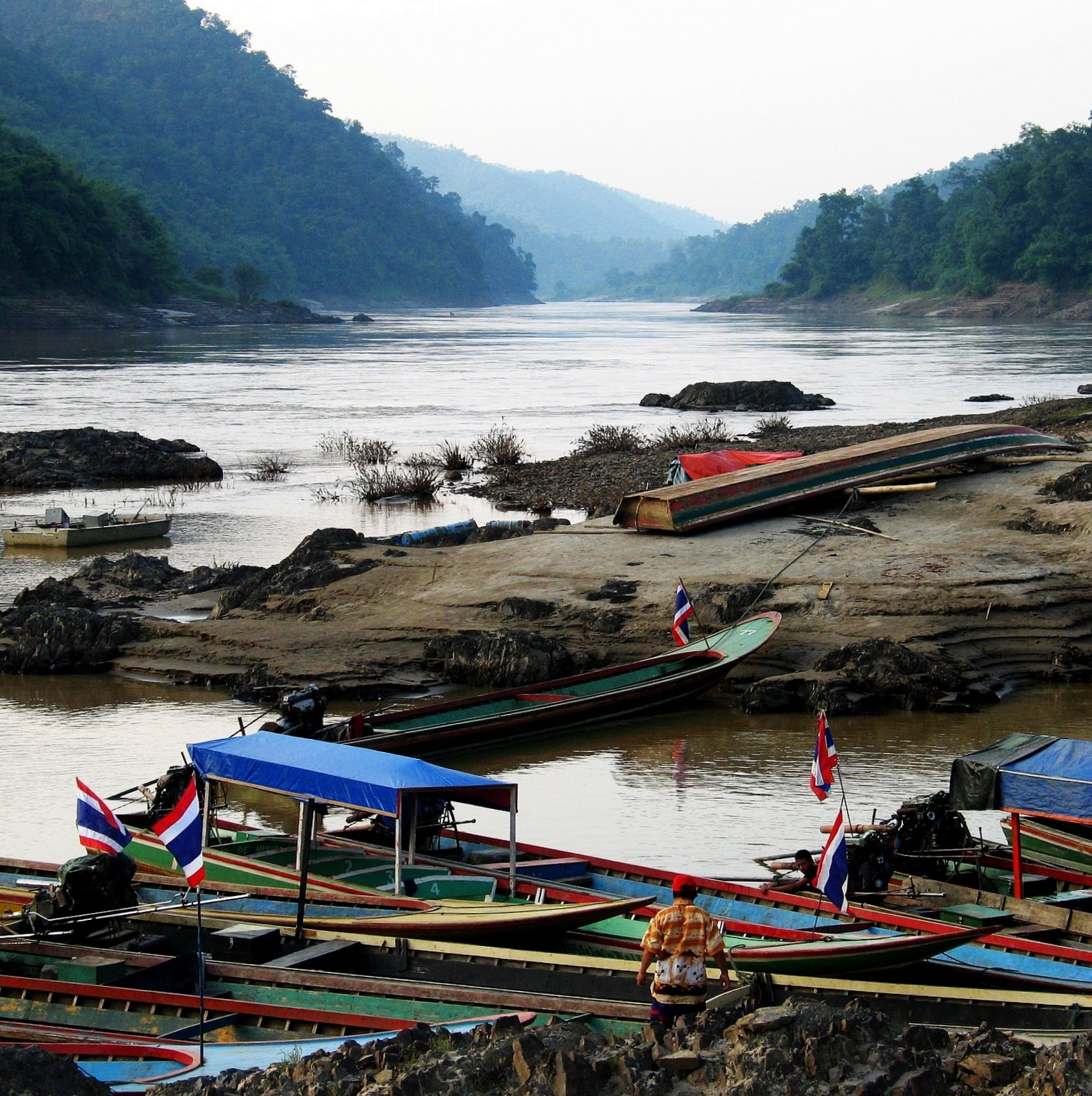
Il Saluen nel distretto di Sop Moei; sul lato opposto la Birmania
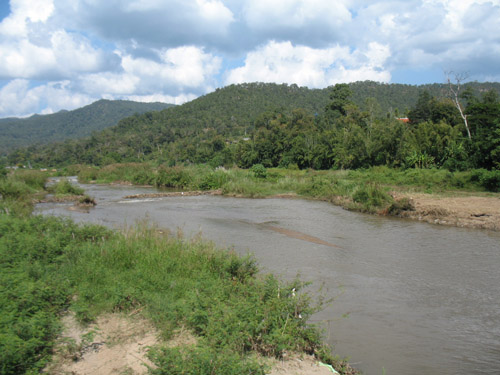
Il fiume Pai nell'omonima cittadina
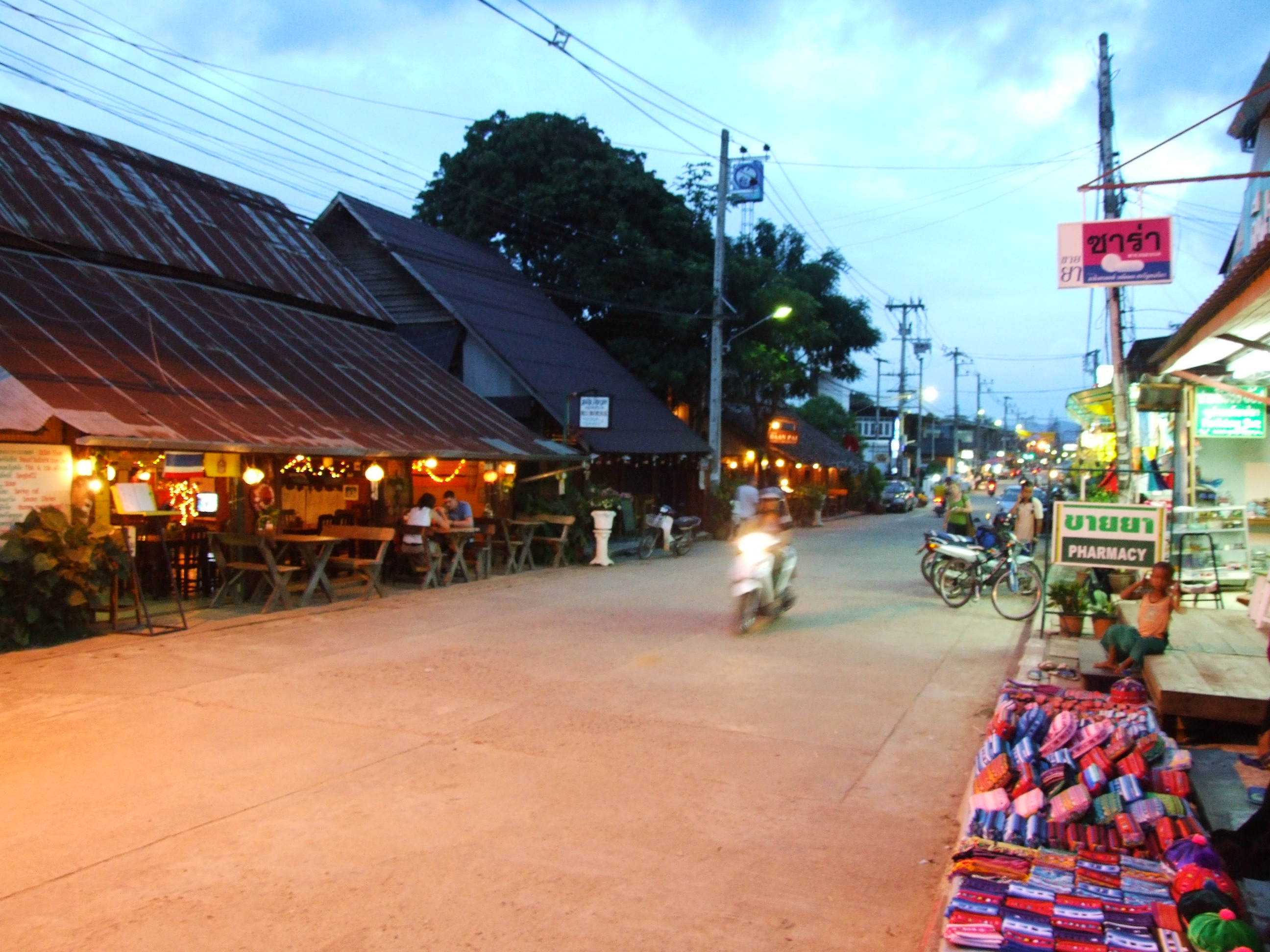
Strada centrale di Pai nel 2007
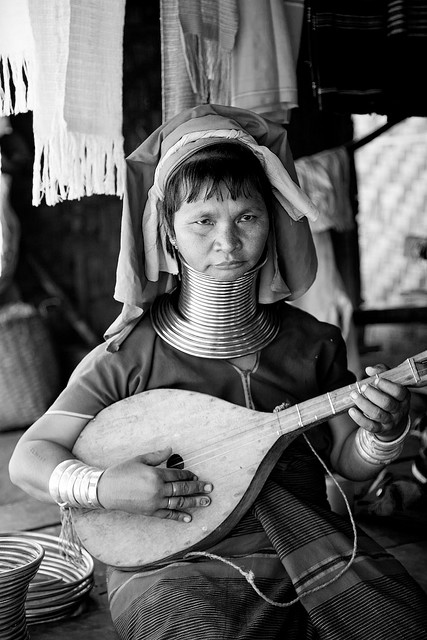
Tradizionale donna karen in un villaggio a ovest di Mae Hong Son
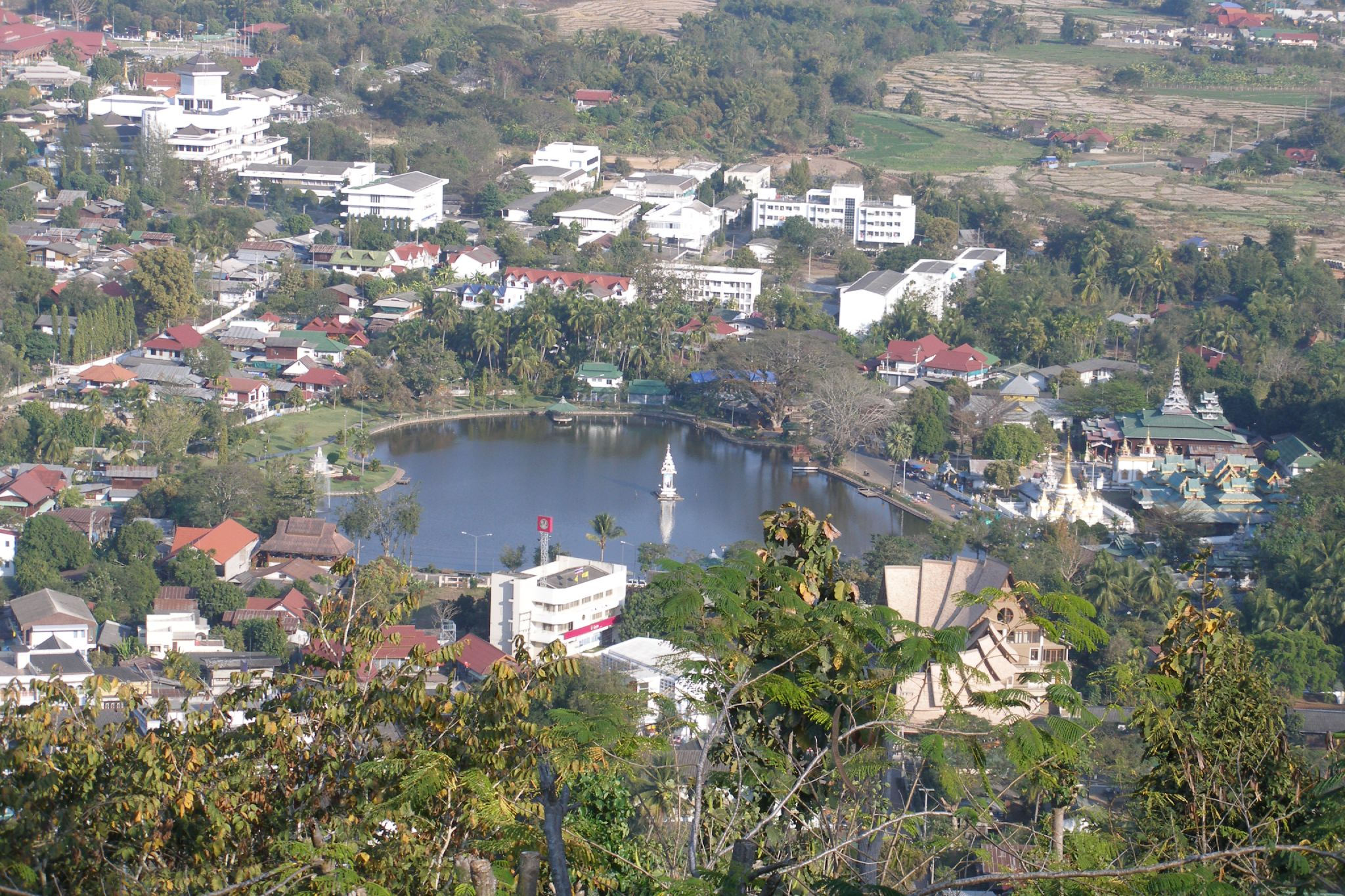
Mae Hong Son nel 2007